# Фонд Викимедиа
Фонд Викиме́диа (англ. Wikimedia Foundation, Inc., произношение [wikimədia faundəiʃon], сокр. WMF) — некоммерческая благотворительная организация, которая поддерживает инфраструктуру  многоязычных краудсорсинговых вики-проектов, включая Википедию, Викисловарь, Викицитатник, Викиучебник, Викитеку, Викигид, Викисклад, Викиданные, Викивиды, Викиновости, Викиверситет, Инкубатор Викимедиа, Викифункции и Мета-вики, а также была владельцем ныне неработающего энциклопедического проекта Nupedia.
Слово «Wikipedia» является товарным знаком и не может использоваться без разрешения Фонда Викимедиа, как и названия и логотипы других проектов Викимедиа. Какие-либо веб-сайты в Интернете могут использовать слова wiki и (encyclo)pedia или «вики» и «-(энцикло)педия» в своих названиях, однако они не имеют отношения к проектам Фонда Викимедиа. Ведущий проект организации, свободная энциклопедия Википедия, входит в число десяти наиболее посещаемых веб-сайтов в мире. В проектах участвуют волонтёры из разных стран, создавая «свободный контент» и программное обеспечение, доступные по свободным лицензиям. Как и в случае с другими проектами с пользовательским контентом вроде YouTube, Фонд Викимедиа не является правообладателем контента, размещённого на его серверах. Фонд отмечает, что не владеет авторскими правами на большинство материалов, размещённых в Википедии, так как ими обладают сами волонтёры, внёсшие свой вклад в проект. Как и на другие веб-сайты, на проекты Фонда распространяется действие Digital Millennium Copyright Act и других законов, однако сообщество волонтёров по возможности само отслеживает соблюдение авторских прав, других стандартов и внутренних правил. На официальные жалобы об удалении контента реагируют сотрудники офиса Фонда в рамках соответствующей процедуры.
Фонд является учредителем конкурса «Вики любит памятники».
Люди, деятельность и ценности, связанные с проектами Фонда, образуют общественное движение Викимедиа (англ. Wikimedia movement), в разной степени связанное с движениями свободного программного обеспечения, свободной культуры, антикопирайта, открытых данных и другими.

## Цель и история
О создании «Wikimedia Foundation» официально объявил 20 июня 2003 года сооснователь Википедии Джимми Уэйлс, который до этого управлял Википедией под эгидой своей компании Bomis. Wikimedia Foundation создан в организационно-правовой форме «некоммерческая корпорация» по законам штата Флорида. Согласно уставу, целью Фонда является сбор и развитие образовательного контента и его эффективное и глобальное распространение. Работа Фонда финансируется добровольными пожертвованиями со всего мира от частных лиц и различных организаций. Средства, собранные во время кампаний сбора пожертвований через страницы Википедии, поступают непосредственно Фонду Викимедиа, который несёт все затраты по обслуживанию.
Штаб-квартира «Фонда Викимедиа» расположена в Сан-Франциско, проекты Викимедиа регулируются законами штата Калифорния. Сама организация по-прежнему зарегистрирована по законам штата Флорида, где в Сент-Питерсберге во время запуска проекта жил Джимми Уэйлс и первоначально располагался офис. Серверы всех проектов изначально располагались в городе Тампа (Флорида), но затем был введён дата-центр в Ашберне, штат Виргиния, после чего серверы в Тампе более не используются. Вспомогательный кэширующий сервер расположен в Амстердаме (Нидерланды). Ранее работавшие серверы в Сеуле (Корея) и Париже (Франция) более не используются. Несмотря на то, что периодически сообщается, что якобы Фонд открыл свой офис за пределами США, например, в Индии, это не так: у Фонда Викимедиа нет ни одного офиса и каких-либо филиалов за пределами США, однако есть нанятые сотрудники в других странах.
Тем не менее, для поддержки участников проектов Викимедиа и проведения мероприятий в пределах территорий других стран Фонд Викимедиа одобрил работу 37 объединения участников в качестве т. н. отделений Викимедиа, которым разрешил использовать логотипы и слово «Wikimedia». Так называемые «региональные отделения» являются независимыми юридическими лицами, которые не имеют никакого контроля или ответственности за веб-сайты, принадлежащие Фонду Викимедиа, и наоборот. Региональные отделения и их представители не выступают в официальном качестве от имени Фонда Викимедиа.

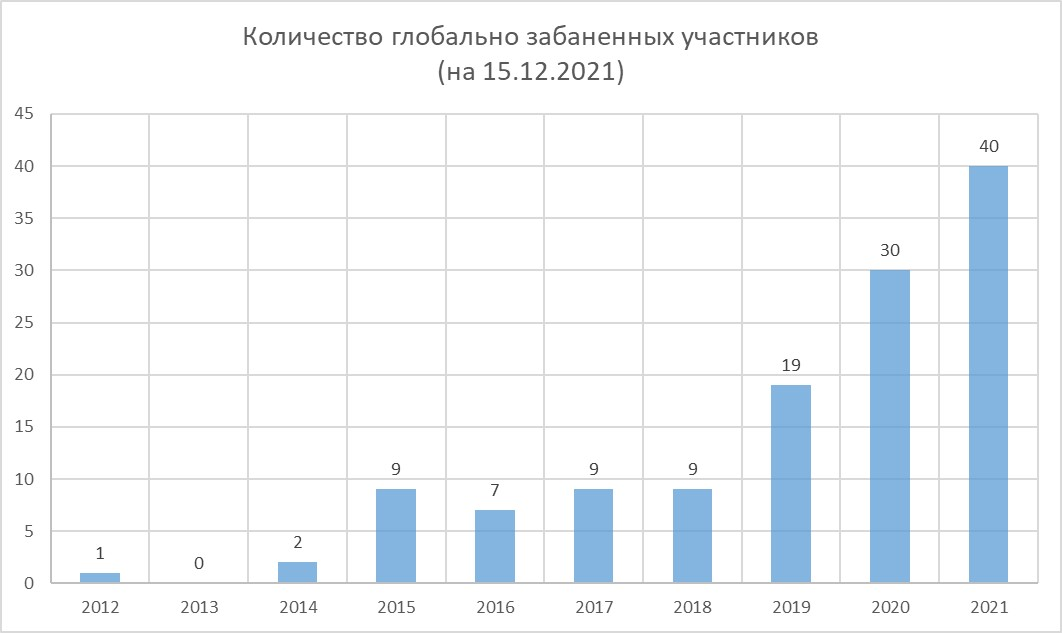
Число полных блокировок Фондом по годам

Несмотря на то, что Фонд занимается технической организацией проектов, а не собственно их наполнением, Фонд является единственной организацией, которая имеет техническую возможность без разъяснений и обсуждений в сообществе глобально блокировать любых участников любых проектов Фонда (то есть запрещать им дальнейшее участие во всех проектах «Викимедиа» под любыми аккаунтами; такой возможности не имеют даже администраторы и вообще участники с любыми флагами всех его проектов, и уж тем более правительства стран, в юрисдикции которых участники проектов находятся), и периодически этой возможностью пользуется, даже в отношении администраторов проектов. Эту возможность Фонд применял: в 2013 году — 0 раз, в 2014 году — к 2 аккаунтам, в 2015 — к 9, в 2016 — к 7, в 2017 — к 9, в 2018 — тоже к 9, в 2019 — к 19, в 2020 — к 30, в 2021 (на 15 декабря) — к 40. При этом Фонд оставляет за собой право блокировать доступ ко всем проектам не только для их участников, но и для лиц, которые никогда в проектах Фонда не участвовали, но, как было решено Фондом, представляют для сообщества серьёзную угрозу.

## Совет попечителей
Совет попечителей является верховным органом власти Фонда, он обладает высшими полномочиями во всех вопросах, связанных с делами фонда. С 2008 года в его состав входят десять членов:
- трое, выбранные сообществом, участвующим в различных проектах Викимедиа;
- двое, выбранные филиалами Викимедиа (отделения, тематические организации и группы пользователей);
- четверо назначаются самим советом;
- одна почётная должность для основателя сообщества Джимми Уэйлса.

По состоянию на 2020 год в правление входили Мария Сефидари в качестве председателя и Наталья Тымкив в качестве вице-председателя, а также Таня Капуано, Шани Эвенштейн Сигалов, Дариуш Емельняк, Джеймс Хейлман (назначен попечителем, выбранным сообществом в августе 2017 года), генеральный директор Gizmodo Media Group Раджу Нарисетти (назначен в октябре 2017 г.), бахрейнский правозащитник и блогер Эсраа Аль Шафей (назначен в ноябре 2017 г.), Лиза Левин и Джимми Уэйлс как «Доверительный управляющий — основатель сообщества».
Решением 2015 года Джеймс Хейлман был удалён из правления без особых объяснений (он вернулся в правление в августе 2017 года.) В январе 2016 года Арнон Гешури ненадолго вошёл в состав правления, прежде чем уйти в отставку из-за разногласий по поводу соглашения о неконкуренции, которое он подписал, работая в Google, что является преступлением на территории Соединённых Штатов.
Избранные члены сменяются в июне или июле, в зависимости от даты выборов, назначенные — в декабре.
1—2 июня 2021 состоялось заседание правления, к которому, в качестве действующих членов совета директоров, входили: Мария Сефидари (Председатель), Наталья Тымкив (заместитель), Эсраа Аль Шафей, Таня Капуано, Шани Эвенштейн Сигалов, Джеймс Гейлман, Дариуш Емельняк, Лиза Левин, Раджу Нарисетти и неизменный Джимми Уэйлс.

## Консультативный совет
Кроме собственно совета директоров, существует так называемый консультативный совет. Он представляет собой международную сеть экспертов, которые согласились предоставлять фонду значительную помощь (на регулярной основе) во многих различных направлениях — включая право, организационное развитие, технологии, политику и информационно-пропагандистскую деятельность.

## Региональные организации и группы участников

Отделения Викимедиа (синий)
Группы участников Викимедиа (зелёный)

Тёмно-синим отмечены страны, где уже есть действующие отделения; бирюзовым — страны, в которых есть отделения, уже одобренные Фондом, но ещё не зарегистрированные официально; зелёным — страны, отделения в которых находятся в процессе планирования; голубым — страны, создание отделений в которых обсуждается

Проекты Викимедиа носят глобальный характер, поскольку адресованы всему миру. Для развития этого успеха на организационном уровне деятельность Фонда поддерживается сетью региональных партнёрских организаций по всему миру (имеющих статус т. н. «отделений Викимедиа» или «региональных отделений»), работа которых также обеспечивается добровольцами.
Региональные отделения — независимые организации, которые разделяют цели Фонда Викимедиа и поддерживают их на территории определённого географического региона (выделяемого, как правило, на основе действующих государственных границ). На международном уровне их деятельность координируется т. н. Комитетом отделений (Chapters Committee, ChapCom). Эти организации поддерживают Фонд Викимедиа, сообщества викимедийцев и проекты Викимедиа в самых разных областях и направлениях — в сборе пожертвований, в организации региональных мероприятий и проектов, а также в распространении информации и популяризации ценностей Викимедиа, свободного знания и вики-культуры. Для общественности и потенциальных партнёров в своём регионе они также выступают в качестве контактных организаций, способных решать специфические региональные задачи.
Все региональные организации Викимедиа абсолютно самостоятельны и не имеют никакого контроля над сайтами Фонда Викимедиа и не несут юридической ответственности за их содержание (и наоборот).
На территории Российской Федерации такой региональной организацией с 2008 по 2023 год было Некоммерческое партнёрство «Викимедиа РУ».

## Проекты и инициативы
Вдохновлённые успехом Википедии, её участники предложили открыть другие сайты, которые работали бы на похожих принципах для создания других видов образовательных и справочных изданий:
- Викисловарь — многофункциональный словарь и тезаурус.
- Викицитатник — собрание цитат, крылатых фраз, пословиц и поговорок.
- Викитека — библиотека свободно распространяемых оригинальных текстов.
- Викиучебник — свободно распространяемая учебная литература.
- Викиверситет — позиционирующий себя как новая форма интерактивного образования и ведения открытых научных проектов.
- Викиновости — международное информационное агентство и открытое новостное интернет-издание.
- Викисклад — общее централизованное хранилище мультимедийных файлов, включаемых в страницы проектов Фонда Викимедиа.
- Викиданные — проект для обеспечения совместного редактирования баз данных для Википедии.
- Викигид — открытый многоязычный проект, посвящённый туризму и созданию свободных путеводителей.
- Викивиды — справочник по таксономии биологических видов.
- Мета-вики — веб-сайт, посвящённый координации и документации проектов Фонда Викимедиа.
- Абстрактная Википедия и Викифункции — независимая от языка версия Википедии с использованием структурированных данных из Викиданных.

## Критика
В 2014 году Джимбо столкнулся с утверждениями о том, что «в течение многих лет он [Фонд] потратил миллионы на разработку программного обеспечения, не производя ничего, что действительно работает» и заявил, что разочарован тем, что программное обеспечение разрабатывалось без консультаций с сообществом и без постепенного развёртывания для устранения ошибок.
В 2015 году во время кампании по сбору средств к фонду предъявлялись претензии по поводу баннеров.
Избранный в июне 2015 в Совет попечителей Фонда Джеймс Хайльман был впоследствии уволен за свою позицию в пользу большей прозрачности. Впоследствии в 2017 году Хайльман был избран в правление Фонда Викимедиа.

Траты Фонда Викимедиа в долларах по годам

Осенью 2015 года подверглось критике отсутствие информации, связанной с поисковой системой Knowledge Engine, о которой сообщество узнало при получении ею гранта в 250 тысяч долларов.
В 2017 году в The Signpost вышла статья, в которой Фонд Викимедиа критиковался за постоянно растущие ежегодные расходы, что несёт повышенные финансовые риски.
10 июня 2019 года Фонд Викимедиа заблокировал администратора англоязычной Википедии на один год для поддержания уважения и вежливости на сайте, что вызвало бурную реакцию сообщества.

## Изображения

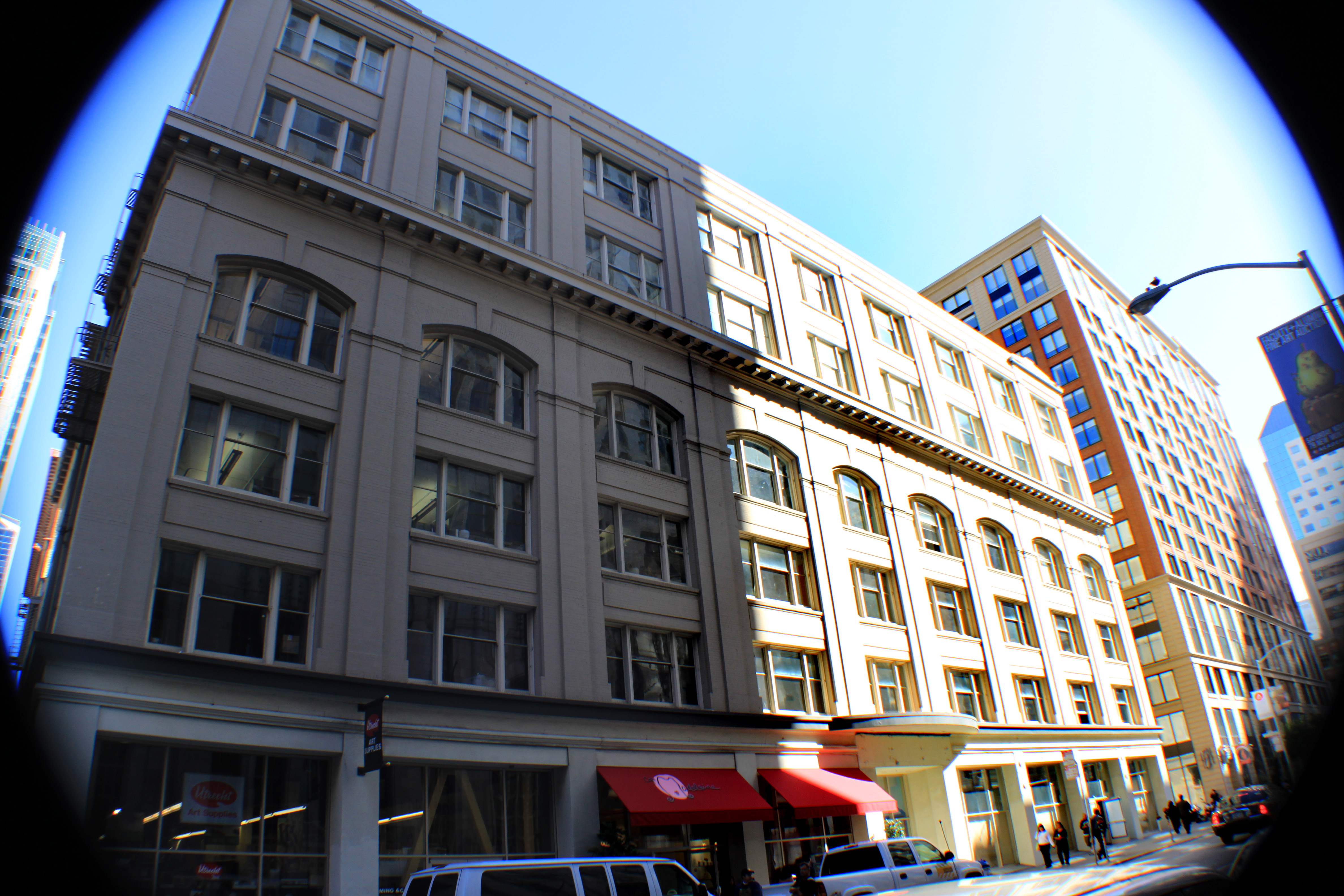
Бывший (до октября 2017[43]) офис «Фонда Викимедиа» в Сан-Франциско
- Офис Wikimedia Foundation в Сан-Франциско
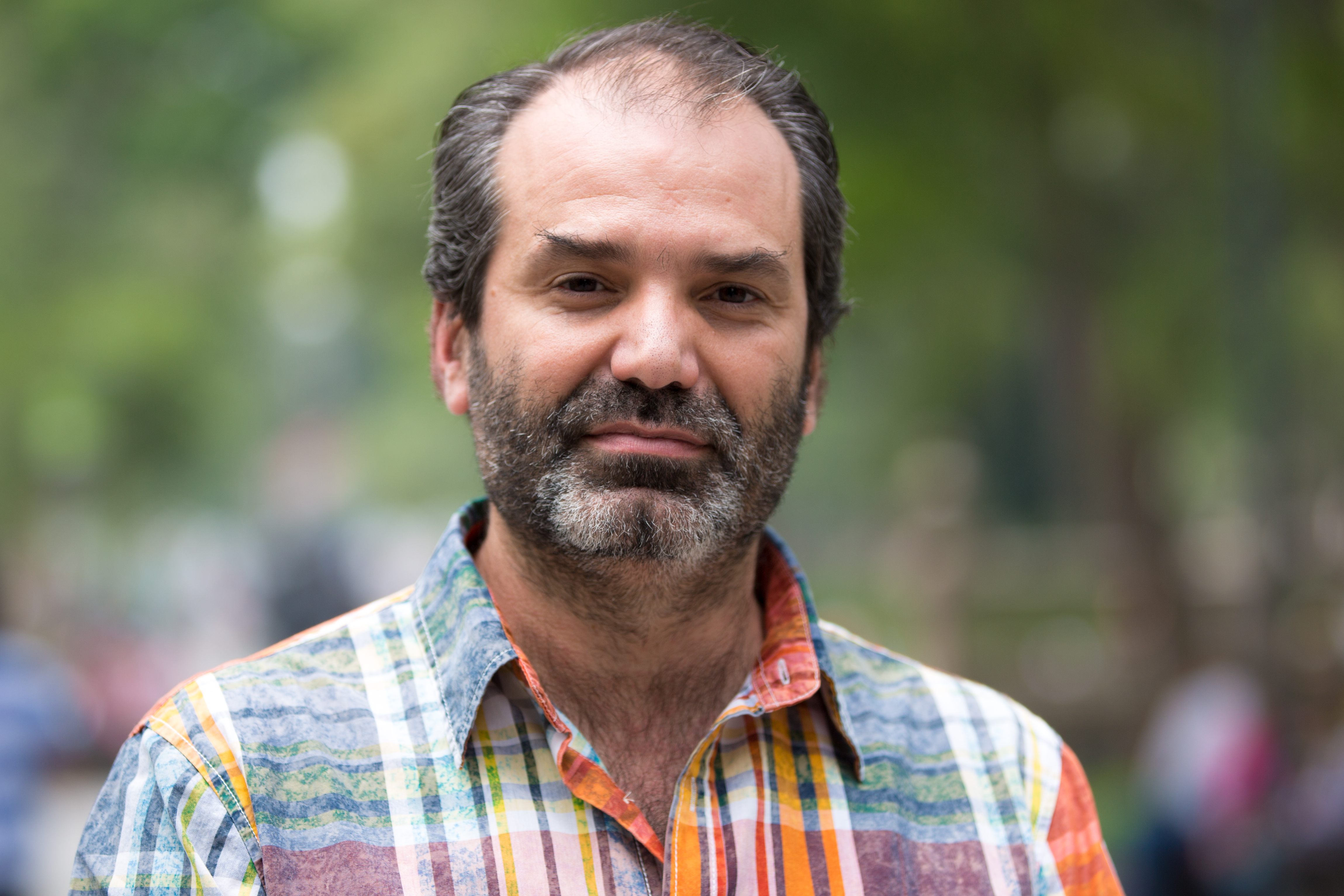
Патрисио Лоренте, председатель Совета попечителей в 2015-2016 годах
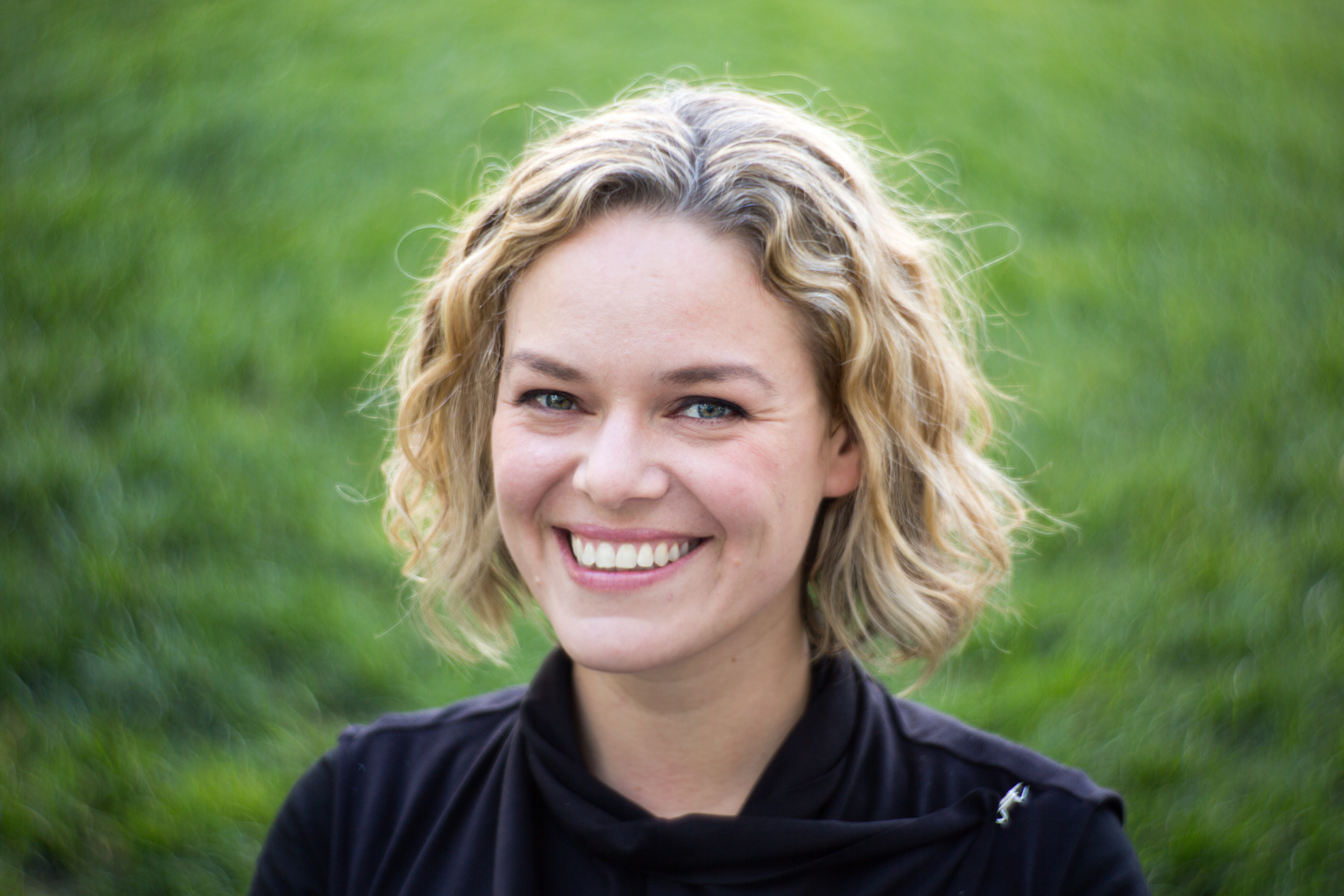
Кэтрин Маэр, исполнительный директор в 2016-2021 годах